# Kościół Matki Bożej Królowej Polski w Wąbrzeźnie
Kościół Matki Bożej Królowej Polski w Wąbrzeźnie – jeden z dwóch rzymskokatolickich kościołów parafialnych w Wąbrzeźnie w województwie kujawsko-pomorskim. Należy do dekanatu Wąbrzeźno. Mieści się przy Placu Jana Pawła II.

## Historia
Świątynia została wybudowana w 1836 na potrzeby parafii ewangelickiej. Król pruski Fryderyk Wilhelm III Pruski ofiarował na budowę kościoła 2700 marek w złocie. W 1862 rozpoczęto budowę wieży kościelnej. Koszt budowy został oszacowany na 5000 marek w złocie, część kosztów została pokryta ze składek wiernych oraz darowizny ofiarowanej przez Związek Gustawa Adolfa (Gustav Adolf Verein). Związek ten zakupił także za 900 marek w złocie trzy dzwony, które zostały umieszczone na wieży. W 1899 według planu rządowego mistrza Bode z Torunia postanowiono świątynię rozbudować. Została powiększona liczba miejsc siedzących z 600 do 800. Kościół został wyposażony w nowe okna witrażowe. Są to trzy okna w prezbiterium przedstawiające Chrystusa oraz świętych Piotra i Pawła. Jednocześnie zostały zainstalowane nowe organy na chórze, za które parafia zapłaciła 500 marek. Ogólny koszt rozbudowy świątyni został oszacowany na 29 000 marek.
W okresie II Rzeczypospolitej kościół był we władaniu parafii należącej do superintendentury Wąbrzeźno Ewangelickiego Kościoła Unijnego.
Po 1945 dawny kościół ewangelicki został przejęty przez katolików i spełniał rolę kościoła szkolnego. 1 lipca 1986 przy świątyni został utworzony ośrodek duszpasterski, od 10 maja 1987 istnieje samodzielna parafia utworzona przez biskupa chełmińskiego Mariana Przykuckiego.